# Estació de Sant Vicenç - Castellgalí
|  | El títol d'aquest article és incorrecte a causa de limitacions tècniques. El títol correcte de l'article és Estació de Sant Vicenç \| Castellgalí. |

Sant Vicenç | Castellgalí és una estació ferroviària de la línia R5 i R50 de la Línia Llobregat-Anoia de FGC situada a l'oest del nucli urbà de Sant Vicenç de Castellet, a la comarca del Bages a la Catalunya Central. Aquesta estació es va inaugurar el 1924.
L'estació es troba molt propera, a uns cinc minuts caminant, de l'estació de Sant Vicenç de Castellet de la línia R4 de Rodalies Renfe.

## Història
L'estació es construeix en motiu de la nova línia d'ample métric entre Martorell i Manresa. La parada de tren es va obrir el 22 d'agost de 1924, en inaugurar-se el traçat de Monistrol fins a Manresa.
D'aquesta manera es convertia en la segona estació a la població, després que el 1859 ja hi arribés el ferrocarril amb la línia de ample ibèric entre Barcelona i Manresa.
Per millorar la intermodalitat amb l'estació de Renfe està previst la construcció d'un pas soterrani a l'estació.

## Serveis ferroviaris
| Línia Llobregat-Anoia de FGC |                         |       |                    |                        |
| Procedència/Destinació       | <                       | Línia | >                  | Procedència/Destinació |
| Barcelona - Pl. Espanya      | Castellbell i el Vilar  |       | Manresa-Viladordis | Manresa-Baixador       |
| Barcelona - Pl. Espanya      | Monistrol de Montserrat |       | Manresa-Viladordis | Manresa-Baixador       |